# 古墳と柿の館
古墳と柿の館（こふんとかきのやかた）は、岐阜県本巣市にある本巣市立の博物館。旧糸貫町が1996年（平成8年）に開設した施設であり、糸貫町の歴史と柿に関する資料を展示している。

## 概要
- 1階の「大地との対話」では旧糸貫町の古代から近世の資料を展示。2階の「KAKI　スクェア」では柿に関する資料を展示する。
- 特に古墳時代の展示物が充実している。 船来山古墳群（舟来山古墳群ともいう。本巣市・岐阜市にまたがる岐阜県最大の古墳群。古墳数は1,000基以上と推測され、現在までに約300基発掘されている）から発掘された須恵器、勾玉、雁木玉や復元された石室（154号墳）などが展示されている。また、定期的に赤彩古墳の舟来山272号墳の石室の公開が行われている。

## 開館時間など
- 休館日：月曜日（月曜日が祝日の場合翌日）・12月29日～1月3日
- 開館時間：9:00〜16:00
- 入館料：大人（高校生以上）300円　小人（小・中学生）100円

## アクセス
- 国道157号（道の駅富有柿の里いとぬきより徒歩3分）
- 樽見鉄道糸貫駅より徒歩20分
- 本巣市市営バス 本巣・糸貫線「富有柿の里」バス停下車、徒歩3分